# Saint-Magne
Saint-Magne är en kommun i departementet Gironde i regionen Nouvelle-Aquitaine i sydvästra Frankrike. Kommunen ligger i kantonen Belin-Béliet som tillhör arrondissementet Arcachon. År 2022 hade Saint-Magne 1 235 invånare.

## Befolkningsutveckling
Antalet invånare i kommunen Saint-Magne
Referens:INSEE